# میدان گازی تابناک
میدان گازی تابناک در قسمت شرقی شهرستان عسلویه و جنوب شهرستان لامرد و شمال شهرستان پارسیان واقع شده و بخش اعظم آن در سال ۱۳۷۸ کشف گردیده‌است. تاکنون ۴۴ حلقه چاه در این میدان حفاری شده که ۴۳ حلقه آن تولیدی می‌باشد و بهره‌برداری از این میدان از نیمه دوم سال ۱۳۸۲ آغاز گردیده‌است. گاز تولیدی چاه‌ها پس از ارسال به مراکز سه‌گانه جمع‌آوری، به وسیله دو خط لوله ۳۰ اینچ هر کدام به طول ۳۰ کیلومتر به پالایشگاه گاز پارسیان مُهر ارسال و از آنجا به خط لوله سراسری گاز فرستاده می‌شود. هم‌اکنون توان تولید روزانه گاز طبیعی و مایعات گازی این میدان به ترتیب برابر "۳۹/۴" میلیون متر مکعب و ۱۹٫۵۸۰ بشکه می‌باشد.
این میدان گازی بزرگ‌ترین میدان گاز شیرین کشف شده در خشکی ایران است که به سبب شیرین بودن گاز تحصیل شده از آن و امکان تزریق سریع تر آن به خطوط لولهٔ سراسری گاز، از اهمیت بسیاری برخوردار است. میدان گازی تابناک که بخش اولیه آن در سال ۱۹۶۳ کشف شده، در جنوب ایران در بخش شرقی تاقدیس عسلویه قرار دارد. لایه‌های دشتک و کنگان و دالان بالایی در این میدان حاوی هیدروکربن هستند.
میدان گازی تابناک به همراه میدان‌های گازی شانول، هما و وراوی، چهار میدان فعال منطقه عملیاتی پارسیان به‌شمار می‌روند که در مجاورت شهرهای پارسیان، لامرد و خنج قرار گرفته‌اند.